# 塞萨尔-弗朗索瓦·卡西尼·德·蒂里
塞萨尔-弗朗索瓦·卡西尼·德·蒂里（法語：César-François Cassini de Thury，1714年6月17日—1784年9月4日），也称作卡西尼三世或蒂里的卡西尼，是一位法国天文学家暨制图师。

## 简历
1714年6月17日，他出生在瓦兹省蒂里苏克莱蒙，是雅克·卡西尼和苏珊·弗朗索瓦·沙尔庞捷（Suzanne Françoise Charpentier de Charmois）的第二个儿子，乔瓦尼·多梅尼科·卡西尼的孙子，也是让-多米尼克·卡西尼的父亲。
1739年，他成为法兰西科学院一名编外天文学家，1741年为兼职天文学家，1745年正式成为全职天文学家。
1751年1月，他入选为皇家学会会员。
1756年，他承继父亲的职位，继续从事世袭测绘工作。1744年，他着手绘制一幅大型法国地形图—地图学史上的里程碑式地图之一。该地图最终由他的儿子
让-多米尼克·卡西尼完成，并由法兰西科学院在1744年-1793年发表，这一180块的拼版图现被称为卡西尼地圖。
巴黎天文台台长一职就是1771年专为他而设，当时该天文台不再是法兰西科学院的附属机构。
他的主要著作有：1744年修正巴黎子午线的《巴黎皇家天文台的子午线》、1775年《地球几何形状的描述》以及1784年的《法国几何形状的描述》（由他的儿子卡西尼四世完成）。
1784年9月4日，塞萨尔-弗朗索瓦·卡西尼·图里在巴黎死于天花疫。

## 另请参阅
- 巴黎天文台
- 卡西尼投影

## 备注
1. ↑  . Royal Society.   [21 December 2010].[永久]
2. ↑  See this site （页面存档备份，存于） for Cassini's map of France.

本条目包含来自公有领域出版物的文本: Chisholm, Hugh (编). .  (第11版). London: Cambridge University Press. 1911.